# Marie & Gali
Marie & Gali (マリー＆ガリー?, Marī & Garī) è una serie televisiva anime di genere educativo creata da Izumi Tōdō e prodotta dalla Toei Animation. È formata da due stagioni, trasmesse in Giappone sul canale televisivo NHK dal 30 marzo 2009 al 22 marzo 2011, per un totale di 70 episodi da cinque minuti l'uno.
In Italia i primi due episodi sono stati presentati sottotitolati al Future Film Festival il 30 gennaio 2010.

## Trama
Marika è una studentessa che ama lo stile gothic lolita, ma si addormenta non appena qualcuno comincia a parlare di scienza. Un giorno, dopo un pisolino sul treno, scopre che il suo peluche Pet è in grado di muoversi e di essere finita nella strana città di Galihabara. Qui Marika incontra l'astronomo Galileo e altri famosi scienziati, tutti, però, un po' speciali: grazie al loro aiuto, capisce la scienza poco a poco.

## Personaggi
Marika (マリカ?, Marika)
Doppiata da: Chiemi Chiba (ed. giapponese)
Giovane studentessa che veste in stile gothic lolita, non le piace la scienza, ma, una volta arrivata a Galihabara, comincia ad apprezzarla giorno per giorno. È nata il 12 dicembre.
Pet (ペット?, Petto)
Il peluche cucito a mano di Marika, quando arriva con lei a Galihabara comincia a muoversi, ma non a parlare perché gli manca la bocca. Pur avendo un fiocco in testa, è un maschio.
Norika (ノリカ?, Norika)
Doppiata da: Marina Inoue (ed. giapponese)
Compare nella seconda serie ed è una bambina delle elementari che veste in stile Sweet Lolita. Odia la scienza ed è molto infantile.
Kuma (クマ?, Kuma)
Compare nella seconda stagione ed è il peluche di Norika. È una femmina e, quando si arrabbia, diventa gigantesca.
Galileo (ガリレオ?, Garireo)
Doppiato da: Chō (ed. giapponese)
Soprannominato "Gali", è un sostenitore della teoria copernicana e del sistema eliocentrico. Lavora all'osservatorio ed è nato il 15 febbraio.
Madame Curie (キュリー夫人?, Kyurī fujin)
Doppiata da: Masako Nozawa (ed. giapponese)
Una signora bella e intelligente, gestisce un bar e una pensione a Galihabara.
Newton (ニュートン?, Nyūton)
Doppiato da: Tomoyasu Sakata (ed. giapponese)
Un uomo alto e bello, vende mele. La sua bellezza lo rende narcisista e attira molte donne. Odia gli insetti.
Hertz (ヘルツ?, Herutsu)
Doppiato da: Jūrōta Kosugi (ed. giapponese)
È un uomo robusto che ha un negozio di ramen.
Fleming (フレミング?, Furemingu)
Doppiato da: Masami Kikuchi (ed. giapponese)
Di giorno lavora part-time al negozio di elettrodomestici di Edison, mentre di sera fa il DJ.
Archimedes (アルキメデス?, Arukimedesu)
Doppiato da: Tomomichi Nishimura (ed. giapponese)
Gestisce il tempio del vento "Siracusa" nel quartiere greco. Quando scopre qualcosa, ha l'abitudine di urlare "eureka!".
Da Vinci (ダ・ヴィンチ?, Da Vinchi)
Doppiato da: Isamu Tanonaka (ep. 1) e Takeshi Aono (ed. giapponese)
È un nonnino con la barba e rivale di Galileo.
Darwin (ダーウィン?, Dāuin)
Doppiato da: Yoshinori Fujita (ed. giapponese)
Sviluppatore della teoria dell'evoluzione, è un robot.
Edison (エジソン?, Ejison)
Doppiato da: Yukiko Tamaki (ed. giapponese)
Ha ottenuto diversi brevetti in giovane età ed è un uomo avaro, proprietario del negozio d'elettronica di Galihabara. È innamorato di Norika.
Gagarin (ガガーリン?, Gagārin)
Doppiato da: Takeshi Aono (ed. giapponese)
Compare nella seconda stagione ed è un astronauta.

## Episodi
La sigla della prima stagione è Galihabara! (ガリハバラ！?), cantata da Swing Mates K, mentre quella della seconda stagione è Kagakuru! Miracle! (カガクル！ミラクル！?, Kagakuru! Mirakuru!), cantata dalle doppiatrici di Marika e Norika.

### Prima stagione
| Nº | Titolo italiano (traduzione letterale) Giapponese 「Kanji」 - Rōmaji                                                                    | In onda           | In onda |
| Nº | Titolo italiano (traduzione letterale) Giapponese 「Kanji」 - Rōmaji                                                                    | Giapponese        |         |
| 0  | Episodio pilota 「パイロット版」 - Pairotto-ban                                                                                         | 8 novembre 2008   |         |
| 1  | Marika della strana città 「ふしぎな街のマリカ」 - Fushigina machi no Marika                                                            | 31 marzo 2009     |         |
| 2  | La strana città di Galihabara 「ふしぎな街 ガリハバラ」 - Fushigina machi Garihabara                                                    | 7 aprile 2009     |         |
| 3  | L'amore e il fascino a tutto tondo della mela! 「愛とリンゴの万有魅力！」 - Ai to ringo no banyū miryoku!                               | 14 aprile 2009    |         |
| 4  | Il ramen e il segreto dell'interferenza 「ラーメンと干渉のひみつ」 - Rāmen to kanshō no himitsu                                         | 21 aprile 2009    |         |
| 5  | Forza elettromagnetica! Canta! Love Coil 「電磁力！歌え！ラブコイル」 - Denji-ryoku! Utae! Rabukoiru                                    | 28 aprile 2009    |         |
| 6  | Io: ho trovato un'asta per l'oden 「我 おでんに発見せり」 - Ga oden ni hakken seri                                                      | 5 maggio 2009     |         |
| 7  | Distruggere per rifare! La grande invenzione di Da Vinci 「作ってこわして!ダビンチ大発明」 - Tsukutte kowashite! Da Binchi dai hatsumei | 12 maggio 2009    |         |
| 8  | Benvenuti alle sorgenti termali Radium 「ラジウム温泉にようこそ」 - Rajiumu onsen ni yōkoso                                             | 19 maggio 2009    |         |
| 9  | Il segreto dell'arcobaleno è doremifaso? 「虹のひみつはドレミファソ？」 - Niji no himitsu ha doremifaso?                                | 26 maggio 2009    |         |
| 10 | L'universo è un grande caleidoscopio? 「宇宙は大きな万華鏡？」 - Uchū ha ōkina mangekyō?                                                | 9 giugno 2009     |         |
| 11 | Marika infine si sveglia? 「マリカついに目覚める？」 - Marika tsuini mezameru?                                                          | 16 giugno 2009    |         |
| 12 | Attenzione al calore 「お熱いのにご用心」 - O atsui no ni goyōshin                                                                      | 23 giugno 2009    |         |
| 13 | Per avere il fuoco bisogna sfregare 「こすってみがいて火をつけて」 - Kosutte migaite hi o tsukete                                       | 30 giugno 2009    |         |
| 14 | La paura della tempesta Galiba 「ガリバ嵐の恐怖」 - Gariba arashi no kyōfu                                                              | 7 luglio 2009     |         |
| 15 | Qui stazione radio Galihabara 「こちらFMガリハバラ」 - Kochira FM Garihabara                                                            | 14 luglio 2009    |         |
| 16 | L'infinito addestramento per preparare le tagliatelle di Hertz 「果てしなきヘルツの麺修行」 - Hateshinaki Herutsu no men shugyō         | 21 luglio 2009    |         |
| 17 | Catturato Robo-Pet! 「ロボペットをつかまえて！」 - Robopetto o tsukamaete!                                                              | 11 agosto 2009    |         |
| 18 | Perché il ponte capriccioso scompare? 「気まぐれ橋はなぜ消える？」 - Kimagure-bashi ha naze kieru?                                      | 25 agosto 2009    |         |
| 19 | Ciao belle parole 「ハローは素敵な言葉」 - Harō ha sutekina kotoba                                                                      | 1º settembre 2009 |         |
| 20 | Viaggi nello spazio a bordo del treno 「電車に乗って宇宙旅行」 - Densha ni notte uchū ryokō                                             | 8 settembre 2009  |         |
| 21 | La chiamata di Pet 「ペット危機一髪」 - Petto kikiippatsu                                                                               | 15 settembre 2009 |         |
| 22 | Una grande invenzione? Edison Toaster 「大発明？エジソントースター」 - Dai hatsumei? Ejison Tōsutā                                      | 22 settembre 2009 |         |
| 23 | La farmacia Galiba? 「ガリバ薬局？」 - Gariba yakkyoku?                                                                                 | 6 ottobre 2009    |         |
| 24 | Il progetto per salvare la tartaruga 「カメ救済プロジェクト」 - Kame kyūsai purojekuto                                                  | 13 ottobre 2009   |         |
| 25 | Il compleanno solitario 「一人ぼっちの誕生日」 - Hitoribotchi no tanjōbi                                                                | 20 ottobre 2009   |         |
| 26 | Buona cattura! Il torneo di pesca di Galiba 「大漁！ガリバ釣り大会」 - Tairyō! Gariba-dzuri taikai                                      | 3 novembre 2009   |         |
| 27 | Perché accadono i fulmini? 「雷電気はなぜおこる？」 - Kaminari denki ha naze okoru?                                                     | 10 novembre 2009  |         |
| 28 | Il flusso che porta a Galiba!? 「ガリバ流缶けり！？」 - Gariba-ryū kankeri!?                                                            | 17 novembre 2009  |         |
| 29 | Colorful! La guerra dei robot 「カラフル！ロボット大戦」 - Karafuru! Robotto taisen                                                     | 1º dicembre 2009  |         |
| 30 | L'aiuto di Marika 「マリカのお手伝い」 - Marika no otetsudai                                                                            | 8 dicembre 2009   |         |
| 31 | Un grande popolo come quello di Gali? 「ガリーって偉い人？」 - Garī tte erai hito?                                                      | 15 dicembre 2009  |         |
| 32 | Il pi greco della pizza 「ピザなのにパイ」 - Pizananoni pai                                                                             | 22 dicembre 2009  |         |
| 33 | La donna di Ofiuco 「へびつかい座の女」 - Hebitsukaiza no on'na                                                                         | 5 gennaio 2010    |         |
| 34 | Orrore! Un invito da Bruno 「恐怖！ブルーノからの招待状」 - Kyōfu! Burūno kara no jōtaijō                                               | 12 gennaio 2010   |         |
| 35 | Api! Api! Le odio 「バチッ！バチッ！大嫌い」 - Bachi~tsu! Bachi~tsu! Daikirai                                                           | 19 gennaio 2010   |         |
| 36 | Chikichiki! Galiba Car Race 「チキチキ！ガリバカーレース」 - Chikichiki! Gariba kā rēsu                                                 | 2 febbraio 2010   |         |
| 37 | La luna è caduta!? 「月は落ちている！？」 - Tsuki ha ochite iru!?                                                                       | 9 febbraio 2010   |         |
| 38 | Galileo, arrestato!? 「ガリレオ、逮捕される！？」 - Garireo, taiho sa reru!?                                                            | 16 febbraio 2010  |         |
| 39 | La Terra si muove ancora! 「それでも地球は動いている！」 - Soredemo chikyū ha ugoite iru!                                               | 16 marzo 2010     |         |
| 40 | Anche se è l'ultimo round 「最終回なんですけど」 - Saishūkaina ndesukedo                                                                | 23 marzo 2010     |         |

### Seconda stagione
| Nº      | Titolo italiano (traduzione letterale) Giapponese 「Kanji」 - Rōmaji                                                                       | In onda          | In onda |
| Nº      | Titolo italiano (traduzione letterale) Giapponese 「Kanji」 - Rōmaji                                                                       | Giapponese       |         |
| 1 (41)  | Marika ritorna 「帰ってきたマリカ」 - Kaettekita Marika                                                                                    | 30 marzo 2010    |         |
| 2 (42)  | Perché le bolle di sapone sono rotonde 「どうして丸いのシャボン玉」 - Dōshite marui no shabontama                                          | 6 aprile 2010    |         |
| 3 (43)  | Perché capovolto? Il segreto dello specchio 「どうしてさかさま？鏡の秘密」 - Dōshite sakasa ma? Kagami no himitsu                          | 13 aprile 2010   |         |
| 4 (44)  | Io cuocio il pane grassoccio! 「ふっくらパンを焼こう！」 - Fukkura pan o yakou!                                                            | 20 aprile 2010   |         |
| 5 (45)  | La lotta di Marika contro il sapone? 「けんかの仲裁マリカはせっけん？」 - Kenka no chūsai Marika wa sekken?                                | 27 aprile 2010   |         |
| 6 (46)  | Marika e Norika acchiappa russamento! 「マリカとノリカのイビキバスターズ！」 - Marika to Norika no Ibiki Basutāzu!                         | 4 maggio 2010    |         |
| 7 (47)  | Marika è il nome di un giocatore di golf!? 「マリカは名ゴルファー！？」 - Marika wa mei gorufā!?                                           | 18 maggio 2010   |         |
| 8 (48)  | L'esplorazione del corpo con le micromacchine! 「マイクロマシンで体内探検！」 - Maikuro mashin de tainai tanken!                           | 25 maggio 2010   |         |
| 9 (49)  | La formula di Galiba!? La dieta di Ringo! 「ガリバ式！？リンゴちゃんダイエット！」 - Gariba-shiki!? Ringo-chan daietto!                    | 1º giugno 2010   |         |
| 10 (50) | L'orso che ha vissuto un milione di anni 「一億年生きたクマ」 - Ichi oku-nen ikita kuma                                                    | 8 giugno 2010    |         |
| 11 (51) | Alla ricerca del tempo perduto 「失われた時を求めて」 - Ushinawareta toki wo motomete                                                      | 15 giugno 2010   |         |
| 12 (52) | La storia del sogno del sole di mezzanotte 「白夜の夢の物語」 - Byakuya no yume no monogatari                                              | 6 luglio 2010    |         |
| 13 (53) | I pirati di Galiba! L'obiettivo sono i tesori nascosti 「ガリバの海賊！隠された宝をねらえ」 - Gariba no kaizoku! Kakusareta takara o nerae | 27 luglio 2010   |         |
| 14 (54) | Il freddo Galiba rovente! 「灼熱のガリバを冷やせ！」 - Shakunetsu no Gariba o hiyase!                                                      | 3 agosto 2010    |         |
| 15 (55) | È nata! La sala del futuro di Galiba 「誕生！ガリバ未来館」 - Tanjō! Gariba miraikan                                                       | 24 agosto 2010   |         |
| 16 (56) | Voglio raccontare del cuore caldo! 「熱いハートを伝えたい！」 - Atsui hāto o tsutaetai!                                                    | 31 agosto 2010   |         |
| 17 (57) | Benvenuti al parco di divertimenti Galiba 「ガリバ遊園地へようこそ」 - Gariba yuenchi e yōkoso                                             | 7 settembre 2010 |         |
| 18 (58) | I detective della scienza! Loliloli Sisters 「科学探偵！ロリロリシスターズ」 - Kagaku tantei! Rorirori shisutāzu                           | 5 ottobre 2010   |         |
| 19 (59) | La sfida del ladro Galiba 「怪盗ガリバの挑戦状」 - Kaitō Gariba no chōsen-jō                                                               | 12 ottobre 2010  |         |
| 20 (60) | La fine del ladro Galiba 「怪盗ガリバの最後」 - Kaitō Gariba no saigo                                                                      | 19 ottobre 2010  |         |
| 21 (61) | Il segreto della forma delle stelle 「星の形のひみつ」 - Hoshi no katachi no himitsu                                                       | 2 novembre 2010  |         |
| 22 (62) | Sfida! Science Cooking 「挑戦！サイエンスクッキング」 - Chōsen! Saiensu kukkingu                                                           | 9 novembre 2010  |         |
| 23 (63) | La vastità del cielo! 「大空にはばたけ！」 - Ōzora ni habatake!                                                                            | 16 novembre 2010 |         |
| 24 (64) | Gli avventurieri del cielo 「天空の冒険者たち」 - Tenkū no bōkenshatachi                                                                   | 7 dicembre 2010  |         |
| 25 (65) | In marcia! Il vigile del fuoco loliloli! 「出動！ロリロリ消防隊」 - Shutsudō! Rorirori shōbō-tai                                           | 4 gennaio 2011   |         |
| 26 (66) | L'evoluzione di Pet e Kuma 「ペット･クマ進化論」 - Petto Kuma shinka-ron                                                                   | 11 gennaio 2011  |         |
| 27 (67) | Estrema popolarità! Loliloli DJ Sisters 「大人気！ロリロリＤＪシスターズ」 - Daininki! Rorirori DJ shisutāzu                               | 1º febbraio 2011 |         |
| 28 (68) | Grande eruzione! Calmare la rabbia di Norika! 「大噴火！ノリカの怒りをしずめろ！」 - Dai funka! Norika no ikari o shizumero!               | 1º marzo 2011    |         |
| 29 (69) | Lo sfidante dello spazio 「宇宙への挑戦者」 - Uchū e no chōsen-sha                                                                         | 8 marzo 2011     |         |
| 30 (70) | Il viaggio nello spazio di tutti noi 「みんなで宇宙旅行」 - Minna de uchū ryokō                                                            | 22 marzo 2011    |         |